# Thelypodiopsis vermicularis
Thelypodiopsis vermicularis är en korsblommig växtart som först beskrevs av Stanley Larson Welsh och James Lauritz Reveal, och fick sitt nu gällande namn av Reed Clark Rollins. Thelypodiopsis vermicularis ingår i släktet Thelypodiopsis och familjen korsblommiga växter. Inga underarter finns listade i Catalogue of Life.